# Powiat Fulda
Powiat Fulda (niem. Landkreis Fulda) – powiat w Niemczech, w kraju związkowym Hesja, w rejencji Kassel. Siedzibą powiatu jest miasto Fulda.

## Podział administracyjny
Powiat Fulda składa się z:
- 4 miast
- 19 gmin

Miasta:
| Lp. | Nazwa miasta    | Ludność (30.06.2010) | Powierzchnia km² |
| --- | --------------- | -------------------- | ---------------- |
| 1   | Fulda           | 64087                | 104,05           |
| 2   | Gersfeld (Rhön) | 5980                 | 89,37            |
| 3   | Hünfeld         | 16019                | 119,77           |
| 4   | Tann (Rhön)     | 4466                 | 60,45            |

Gminy:
| Lp. | Nazwa gminy                | Ludność (30.06.2010) | Powierzchnia km² |
| --- | -------------------------- | -------------------- | ---------------- |
| 1   | Bad Salzschlirf            | 2941                 | 13,04            |
| 2   | Burghaun                   | 6411                 | 65,04            |
| 3   | Dipperz                    | 3352                 | 30,05            |
| 4   | Ebersburg                  | 4528                 | 37,05            |
| 5   | Ehrenberg (Rhön)           | 2648                 | 40,81            |
| 6   | Eichenzell                 | 11219                | 55,96            |
| 7   | Eiterfeld                  | 7439                 | 89,83            |
| 8   | Flieden                    | 8622                 | 49,65            |
| 9   | Großenlüder                | 8.557                | 73,92            |
| 10  | Hilders                    | 4689                 | 70,38            |
| 11  | Hofbieber                  | 6257                 | 87,20            |
| 12  | Hosenfeld                  | 4597                 | 50,74            |
| 13  | Kalbach                    | 6294                 | 70,64            |
| 14  | Künzell                    | 16355                | 30,29            |
| 15  | Neuhof                     | 10948                | 90,28            |
| 16  | Nüsttal                    | 2918                 | 45,50            |
| 17  | Petersberg                 | 14663                | 35,51            |
| 18  | Poppenhausen (Wasserkuppe) | 2574                 | 40,77            |
| 19  | Rasdorf                    | 1788                 | 30,07            |